# دييغو بيريرا كوريا
دييغو بيريرا كوريا (بالبرتغالية: Diego Pereira Corrêa‏) هو لاعب كرة قدم برازيلي، ولد في 18 سبتمبر 1983 في ماكاي في البرازيل. لعب مع نادي أولاريا أتلتيكو ونادي باهيا ونادي ساو كايتانو ونادي غوياس ونادي فاسكو دا غاما ونادي فيغورينسي.

## وصلات خارجية
- دييغو بيريرا كوريا على موقع قاعدة بيانات كرة القدم.إي يو (الإنجليزية)
- دييغو بيريرا كوريا على موقع Soccerway.com (الإنجليزية)